# Vive la liberté (film, 1929)
Pour les articles homonymes, voir Vive la liberté.
Pour plus de détails, voir Fiche technique et Distribution.
Vive la liberté (Liberty)  est un court métrage film muet américain en noir et blanc réalisé par Leo McCarey, sorti en 1929.
Il met en scène le duo comique Laurel et Hardy.

## Synopsis
En tenue de bagnard, Laurel et Hardy viennent de s'échapper de prison. Aidés par des complices qui leur donnent des vêtements civils, mais pourchassés par la police, ils se trompent de pantalon dans leur précipitation : Stan flotte dans celui d'Ollie qui lui est à l'étroit dans celui de son ami. Ils essaient plusieurs fois de les échanger dans des rues discrètes, mais sont toujours surpris par des passants. De plus, un crabe provenant d'un étalage se retrouve dans le pantalon porté par Laurel, qui se met à sursauter de manière imprévisible, effrayant son ami et alertant un policier qui les poursuit jusqu'au chantier de construction d'un gratte-ciel. Ils y trouvent un local où ils peuvent enfin échanger leurs pantalons, mais il s'agit en fait d'un ascenseur qui les amène au sommet. Ils doivent alors marcher à grand peine sur des poutres d'acier pour rejoindre une échelle, malgré leur peur et le crabe qui agite désormais le postérieur de Laurel. Échappant de nombreuses fois à la chute, ils finiront par reprendre l'ascenseur qui, en descendant à toute vitesse, écrase le policier et le réduit à la taille d'un nain. Laurel et Hardy peuvent enfin profiter de leur liberté.

## Fiche technique
- Titre : Vive la liberté
- Titre original : Liberty
- Réalisation : Leo McCarey
- Assistant réalisateur : Lloyd French
- Scénario : Leo McCarey et H.M. Walker
- Département des arts : Theodore Driscoll et Morey Lightfoot
- Photographie : George Stevens
- Montage : Richard C. Currier et William H. Terhune
- Producteur : Hal Roach
- Société de production : Hal Roach Studios
- Société de distribution : Metro-Goldwyn-Mayer
- Pays de production :  États-Unis
- Langue originale : anglais américain
- Format : noir et blanc — 35 mm — 1,33:1 — muet (pas de dialogues) mais sonore
- Genre : comédie
- Durée : 20 minutes
- Date de sortie : 26 janvier 1929

## Distribution
- Stan Laurel : Stan
- Oliver Hardy : Ollie
- Tom Kennedy : l'ouvrier dans le bâtiment (scènes supprimées)
- Sam Lufkin : le conducteur de fuite
- James Finlayson : le gardien de magasin
- Jack Hill : l'officier
- Harry Bernard : le travailleur au Sea Food
- Jean Harlow : la femme dans le taxi
- Ed Brandenburg : le chauffeur de taxi